# Arremon castaneiceps
Tico-tico-de-peito-oliváceo ou tico-tico-de-barrete-castanho (Arremon castaneiceps) é uma espécie de ave da família Emberizidae.
Pode ser encontrada nos seguintes países: Colômbia, Equador e Peru.
Os seus habitats naturais são: regiões subtropicais ou tropicais húmidas de alta altitude.
Até recentemente, essa espécie era considerada pertencente ao gênero Lysurus.